# عاشق بودن بهتره
عاشق بودن بهتره (به هلندی: Liever verliefd) یک فیلم کمدی رمانتیک هلندی ساخته سال ۲۰۰۳ به کارگردانی پیم فان هوفه است.